# どっきりカメラUSA
『どっきりカメラUSA』（どっきりカメラユーエスエー）は、1985年10月12日から1986年3月、および1987年7月7日から同年9月までの2期にわたってテレビ東京系列局で放送されていたテレビ東京制作のバラエティ番組である。

## 概要
海外のテレビ番組を紹介する同局の『ザ・テレビジョン』から派生した番組で、アメリカ産の本家本元のどっきりカメラ『キャンディード・カメラ（英語: Candid camera）』の傑作シーンをまとめて紹介していた。番組は小松政夫によるナレーションで進行していた。
『キャンディード・カメラ』は放送当時日本テレビ系で放送されていた『元祖どっきりカメラ』の元になった番組である。
第1期は、『オレたちひょうきん族』（フジテレビ系）、『8時だョ!全員集合』（TBS系）の後を継いだ『加トちゃんケンちゃんごきげんテレビ』などに大きく水をあけられたが半年間放送することが出来た。
海外の人気バラエティ番組を紹介する番組はその後鳴りをひそめたように見えたが1990年に『世界まる見え!テレビ特捜部』（日本テレビ系）がスタート。2022年現在も放送中である。『キャンディード・カメラ』もこの番組で取り上げられたことがある。
本番組終了後は、定時番組ではなく現在も放送中の『土曜スペシャル』である。なお土曜20時台が定時番組に戻るのは2017年に『出川哲朗の充電させてもらえませんか』がレギュラー化してからである。

## 放送時間
いずれも日本標準時。
- 土曜 20:00 - 20:54 （第1期、1985年10月12日 - 1986年3月）
- 火曜 22:00 - 22:30 （第2期、1987年7月7日 - 1987年9月）